# Голямото шоу на Бебе Акула
„Голямото шоу на Бебе Акула“ (на английски: Baby Shark's Big Show!) е анимационен сериал за деца в предучилищна възраст, който е базиран на детската песничка Baby Shark от южнокорейската компания „Пинкфонг“. Дъщерната компания на „Пинкфонг“ – копродуцира сериала с Nickelodeon Animation Studio в Съединените щати.
В Южна Корея, сериалът дебютира по Educational Broadcasting System (EBS) със специален коледен епизод на 25 декември 2020 г. През септември 2021 г. сериалът се излъчва по EBS1 в сряда и четвъртък. В Съединените щати, сериалът се излъчва премиерно по „Никелодеон“ на 11 декември 2020 г.

## Актьорски състав
| Персонаж             | Корейски език   | Английски език           |
| Главни герои         | Главни герои    | Главни герои             |
| -------------------- | --------------- | ------------------------ |
| Бруклин „Бебе“ Акула | Ким Сио-йон     | Кимико Глен              |
| Уилям                | Йео Мин-джионг  | Люк Янгблъд              |
| Мама Акула           | Мун Нам-сук     | Наташа Ротуел            |
| Татко Акула          | Джионг Дже-хеон | Ерик Едълстийн           |
| Баба Акула           | Ким Юн-аа       | Дебра Уилсън             |
| Дядо Акула           | Ли Уон-чан      | Патрик Уорбъртън         |
| Второстепенни герои  |                 |                          |
| Чъкс                 | Юн Иун-сео      | Алекс Казарес            |
| Виола                | Ким Юн-аа       | Кимбърли Брукс           |
| Мейсън               |                 | Теди Уолш                |
| Голди                | Ким Бона        | Кол Ескола               |
| Ханк                 | Юн Иун-сео      | Джорджи Кидър            |
| Шадоу                | Лий Санг Хо     | Кристина Пучели          |
| Бейт и Суич          |                 | Рейма Валъри Тара Стронг |
| Рейна Рей            | Юн Иун-сео      | Шелби Йънг               |
| Марти Миноу          |                 | Грифин Пуату             |
| Виго                 |                 | Андрю Моргадо            |
| Костело              |                 | Александър Полински      |
| Кмет Аншоа           |                 | Джон Майкъл Хигинс       |
| Биг Фин              |                 | Нолан Норт               |
| Тенеси               |                 | Кристина Милициа         |
| Шарки Би             |                 | Карди Би                 |

## В България
В България сериалът се излъчва по „Ник Джуниър“ на 18 октомври 2021 г. Също така е достъпен и в стрийминг платформата SkyShowtime.

### Нахсинхронен дублаж
| Роля                          | Изпълнител                    |
| ----------------------------- | ----------------------------- |
| Бебе Акула                    | Петър Каменов (първи сезон)   |
| Бебе Акула                    | Михаил Георгиев (втори сезон) |
| Уилям                         | Ивелин Николов (диалог)       |
| Уилям                         | Ангел Проданов (вокал)        |
| Виола                         | Карина Андонова               |
| Мама Акула                    | Йорданка Илова                |
| Татко Акула                   | Росен Русев                   |
| Баба Акула                    | Василка Сугарева              |
| Дядо Акула                    | Станислав Пищалов             |
| Чъкс                          | Стефан Георгиев               |
| Кмет Аншоа                    | Петър Върбанов                |
| Пени                          | Ева Ралякова                  |
| Ханк                          | Христо Вуцов                  |
| Голди                         | Евгения Ангелова              |
| Уолъс                         | Ангелина Русева               |
| Базил                         | Ангел Проданов                |
| Други гласове                 | Георги Стоянов                |
| Изпълнител на началната песен | Елена Грозданова              |

| Обработка           | студио „Про Филмс“ |
| ------------------- | ------------------ |
| Режисьор на дублажа | Ива Стоянова       |